# Vincenzo Tommasini

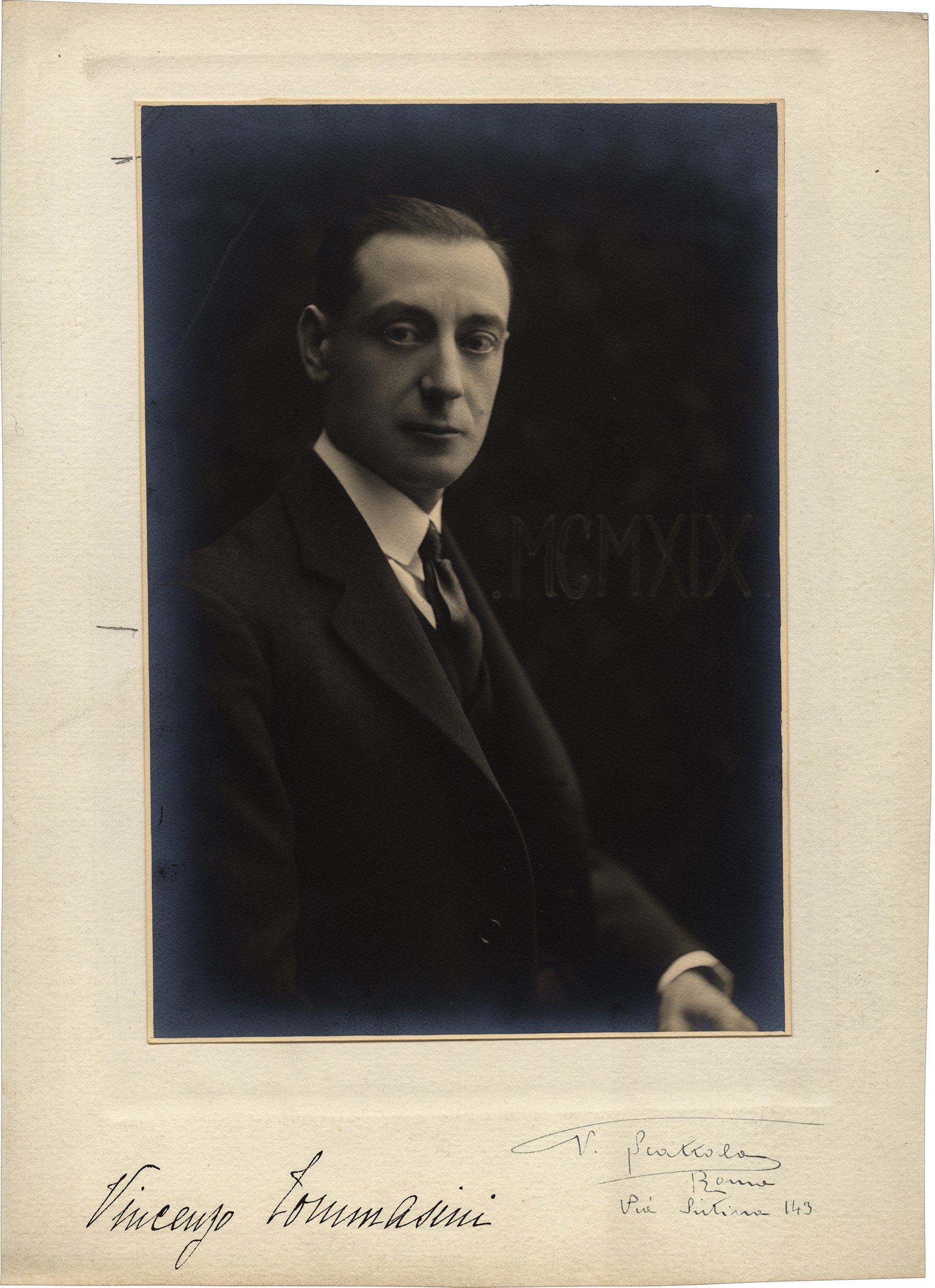
Retrato de Vincenzo Tommasini.

Vincenzo Tommasini fue un compositor italiano nacido el 17 de septiembre de 1878 y fallecido el 23 de diciembre de 1950. 
Nacido en Roma, Tommasini estudió filología y griego en la Universidad de Roma "La Sapienza", al tiempo que continuaba sus estudios de música en la Academia de San Cecilia. En 1902, viajó extensamente por toda Europa, estudiando durante este tiempo bajo Max Bruch en Berlín, lo que se materializó en un estilo compositivo muy personal pero con fuertes influencias del impresionismo francés y el romanticismo alemán.
Su mayor éxito internacional, en 1916 fue su arreglo de las sonatas de Domenico Scarlatti para el ballet de Sergei Diaghilev Le donne di buon umore (Las Damas de buen humor). Fueron él y Arturo Toscanini quienes completaron la ópera inacabada de Arrigo Boito, Nerone.
Tommasini reactivó la música de orquesta del siglo XX en Italia. Entre sus obras están Paesaggi Toscani (Paisajes de Toscana) para orquesta y un conjunto de variaciones, también para orquesta, en el Carnaval de Venecia. 